# Acanthochondria uranoscopi
Acanthochondria uranoscopi – gatunek widłonoga z rodziny Chondracanthidae. Nazwa naukowa tego gatunku skorupiaków została opublikowana w 1995 roku przez biologów Ju-shey Ho & Il-Hoi Kim. 